# Hyposoter vividus
Hyposoter vividus là một loài tò vò trong họ Ichneumonidae.